# Projekt 205P Tarantul
Ej att förväxla med Projekt 1241 Molnija, även kallad Tarantul-klass.
Projekt 205P Tarantul (ryska: Тарантул (tarantel), NATO-rapporteringsnamn Stenka-klass) är en serie patrullbåtar tillverkade för KGB:s gränsbevakning och för exportkunder.
Konstruktionen är baserad på robotbåten Projekt 205 Tsunami, men har större överbyggnad och är beväpnad med ubåtsjakttorpeder och sjunkbomber i stället för sjömålsrobotar. Fartygen hade ursprungligen också hydrofon, både en skrovfast MG-329 Sjeksna och en sänkbar VGS-3 (som även används av helikoptrar). Eftersom fartygens huvuduppgift är gräns- och sjöbevakning och inte ubåtsjakt så har ubåtsjaktutrustningen monterats bort från många av fartygen.

## Användare
- Azerbajdzjanska flottan – Sex fartyg överförda från KGB. En skrotad, tre i malpåse och två i tjänst. Sonar, torpedtuber och sjunkbomber har monterats bort.
- Kambodjas flotta – Fyra nybyggda fartyg levererade 1987. En skrotad och en i malpåse medan de två kvaravarande, Mondolkirs och Ratanakini har moderniserats med Decca-radar och en Bofors 40 mm automatkanon i stället för den förliga AK-230:an.
- Kubas flotta – Tre nybyggda fartyg levererade 1985. En skrotad 1999 och de två kvarvarande i malpåse sedan 2006.
- Ryska federationens kustbevakning – Hundra fartyg byggdes för KGB:s gränsbevakning under sovjettiden. Idag är cirka 19 fortfarande i tjänst för efterföljaren ryska kustbevakningen.
- Ukrainska sjöbevakningen – Tio fartyg tillföll Ukraina vid Sovjetunionens upplösning och ytterligare sex fartyg vid uppdelningen av Svartahavsflottan. Tolv används idag av Ukrainas kustbevakning.

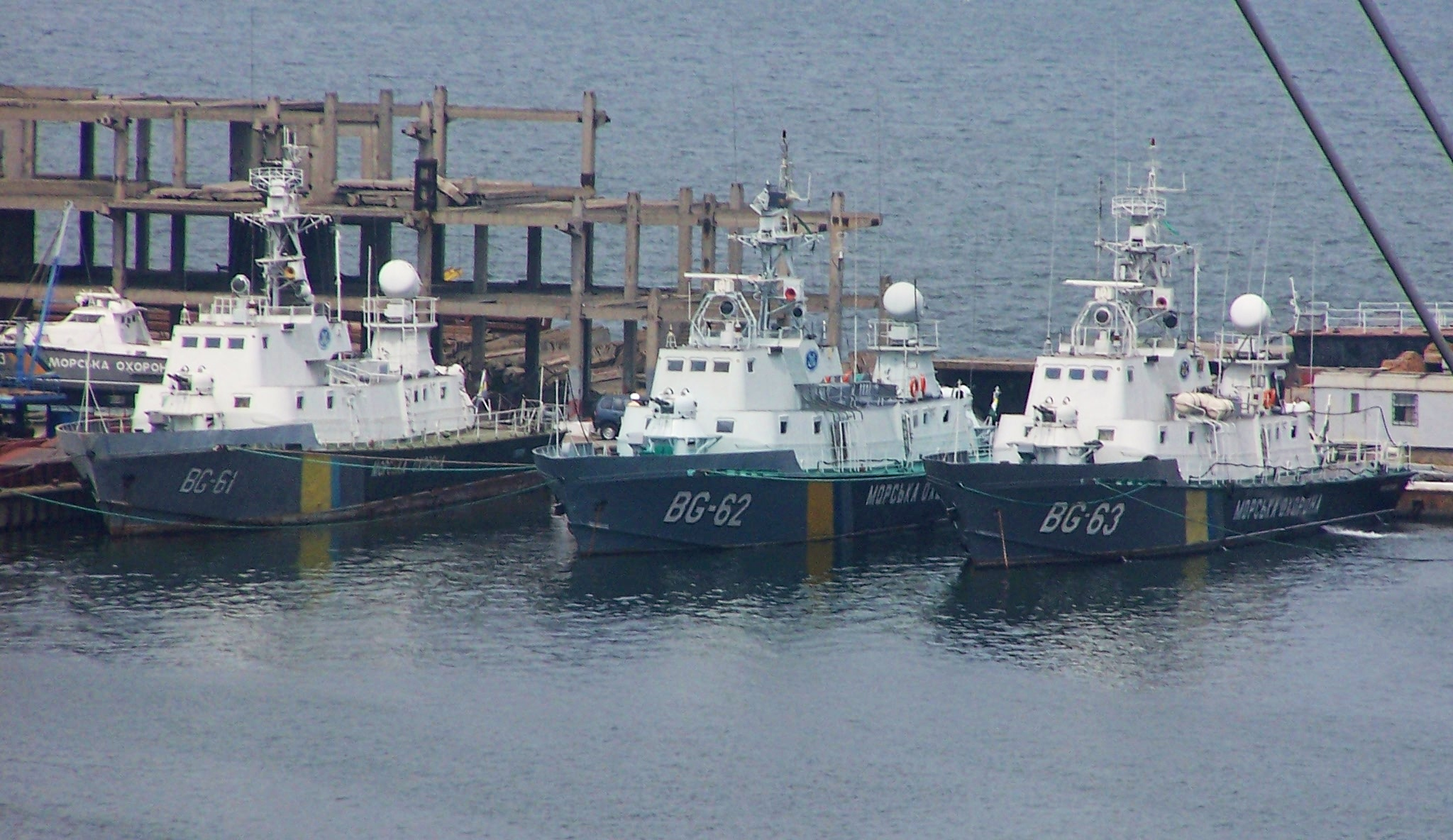
Ukrainska kustbevakningens patrullbåtar BG-61 Odessa, BG-62 Podillia och BG-63 Pavlo Derzjavin i Odessa.